# Ockupationen av Irak
Den här artikeln behandlar ockupationen av Irak 2003-2004; för händelseutvecklingen efter 2004 se Irakkriget#Utvecklingen i Irak efter invasionen samt Irak#Invasion och demokratisering (2003–).

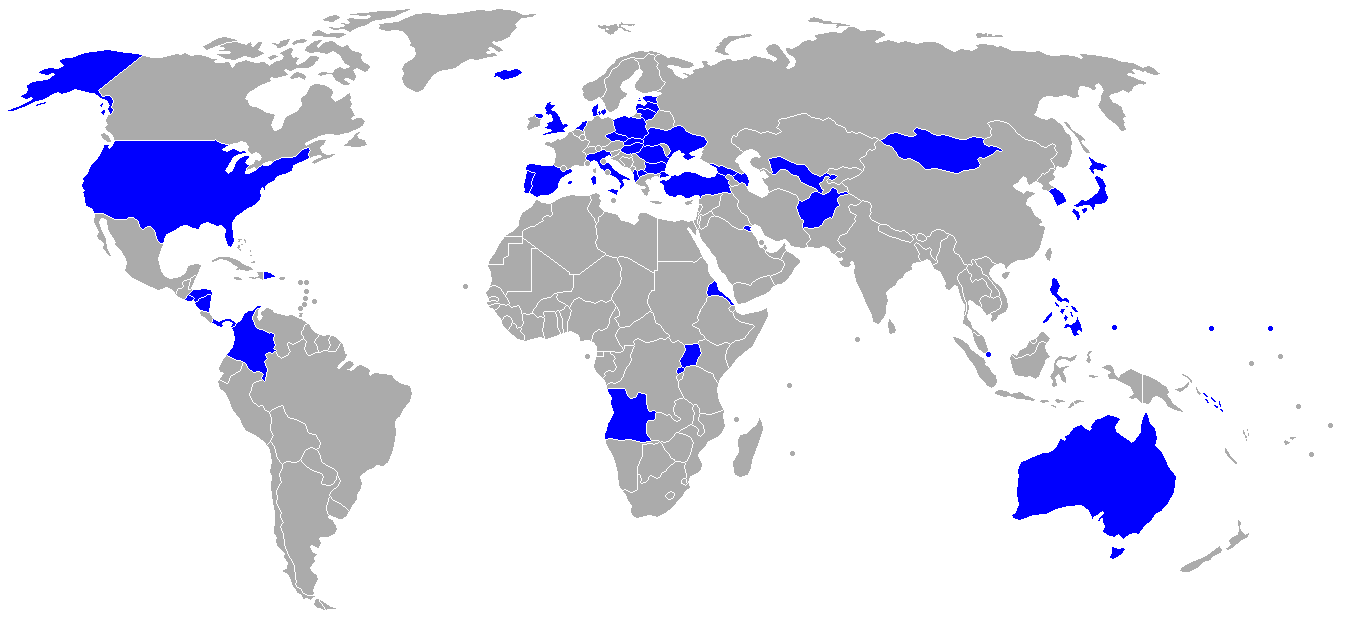
"Coalition of the willing" – de länder som deltog i invasionen av Irak.

Ockupationen av Irak leddes av USA mellan 2003 och 2004. Den inleddes genom invasionen av Irak den 20 mars 2003 i samband med Irakkriget och accepterades formellt 22 maj samma år, då FN:s säkerhetsråd med siffrorna 14-0 röstade för resolution 1483. Resolutionen innebar att alla sanktioner (utom för vapen) hävs gentemot Irak, den USA-ledda alliansen identifierades som ockupationsmakt och alliansen legitimerades som förvaltning. 
Ockupationen leddes till en början av Byrån för återuppbyggnad och humanitärt bistånd (ORHA), vilken inrättades av USA i början av år 2003. Byrån leddes från 21 april 2003 av Jay Garner. 
Den 12 maj 2003 kom Paul Bremer till Irak som chef för Ockupationsmyndigheten och myndigheten som senare blev den högsta ledningen för ockupationen i Irak. Enligt tidsplanen skulle CPA upplösas 30 juni 2004 i och med att Irak återfår suveränitet. 
Den 22 juli 2003 utsåg Ockupationsmyndigheten en interimsregering (Iraks styrande råd) för Irak med delegater från olika delar av Iraks samhälle. Interimsregeringen hade vissa viktiga uppgifter (ex. att utse representanter till FN och att ta fram en ny konstitution för landet) men makten låg fortfarande hos Ockupationsmyndigheten. 
Motståndet mot USA:s ockupation var under hela tiden starkt i stora delar av landet, särskilt bland mer militanta shiamuslimer. Under våren 2004 blev flera amerikanska soldater dödade av anhängare till Muqtada al-Sadr. USA:s militär svarade med att bl.a. stänga al-Sadrs tidning Al-Hawza och bomba en moské i Falluja med 40 döda irakier som följd. I april 2004 blev flera västerlänningar kidnappade av radikala motståndsgrupper. 
När motgångarna våren år 2004 var som störst avslöjades det att irakiska krigsfångar torterats, bland annat i Abu Ghurayb-fängelset, av amerikanska soldater. Detta hade fotograferats och spreds senare ut till medier runt om i världen. I början av maj mördades också ordföranden för Iraks styrande råd i en självmordsbombning.
I slutet av juni 2004 överlät de allierade makten i Irak till den nya irakiska interimsregeringen.